# Shibuichi
Shibuichi (jap. 四分一, dt. „ein Viertel“) ist ein Sammelbegriff für silberhaltige Kupferlegierungen, die in Japan seit dem 8. Jahrhundert bekannt sind und dort zur Schmuckherstellung verwendet wurden.
Die auch als Viertelsilber bezeichnete Legierung besteht üblicherweise aus 5 – 25 % Silber und dem Rest Kupfer.
Liegt der Silberanteil bei etwa 40 %, dann wird es als Shiro Shibuichi („Weiß-~“) bezeichnet.
Daneben gibt es noch das Kuro Shibuichi („Schwarz-~“), das aus den Legierungen Shakudō und Shibuichi besteht. Der Anteil von Shibuichi in dieser Legierung liegt üblicherweise bei 20–40 %.
Shibuichi hat je nach Silbergehalt eine hell- bis dunkelgraue Färbung und wurde auf Grund des Mangels an Edelmetallen im damaligen Japan sehr vielseitig verwendet. So unter anderem als silberfarbiger Bestandteil in Mokume-Gane-Schmiedearbeiten.